# Edivaldo
Edivaldo Martíns da Fonseca (né le 13 avril 1962 à Volta Redonda dans l'État de Rio de Janeiro, et mort le 13 janvier 1993 à Boituva dans l'État de São Paulo) est un joueur de football international brésilien, qui évoluait au poste d'attaquant.

## Biographie

### Carrière en club
Edivaldo joue au Brésil et au Mexique.
Il dispute plus de 100 matchs en première division brésilienne avec les clubs de l'Atlético Mineiro, du São Paulo FC, et de Palmeiras.
Il dispute également 31 matchs en première division mexicaine avec le club du Puebla FC, inscrivant 10 buts.

### Carrière en sélection
Edivaldo reçoit trois sélections en équipe du Brésil entre 1986 et 1989.
Il joue son premier match en équipe nationale le 17 avril 1986 contre la Finlande. Il dispute son deuxième match le 30 avril 1986 contre la Yougoslavie. Il reçoit sa dernière sélection le 23 juillet 1989, contre le Japon.
Il figure dans le groupe des sélectionnés lors de la Coupe du monde de 1986. Lors du mondial organisé au Mexique, il ne joue aucun match.

## Palmarès
| Atlético Mineiro - Championnat du Minas Gerais (3) : - Champion : 1982, 1985 et 1986. - Vice-champion : 1984. - Coupe du Minas Gerais (1) : - Vainqueur : 1986. - Finaliste : 1982 et 1985. |  | São Paulo - Championnat du Brésil : - Vice-champion : 1989. - Championnat de São Paulo (2) : - Champion : 1987 et 1989. |  | Puebla - Championnat du Mexique (1) : - Champion : 1989-90. - Coupe du Mexique (1) : - Vainqueur : 1989-90. |